# St Olave Old Jewry

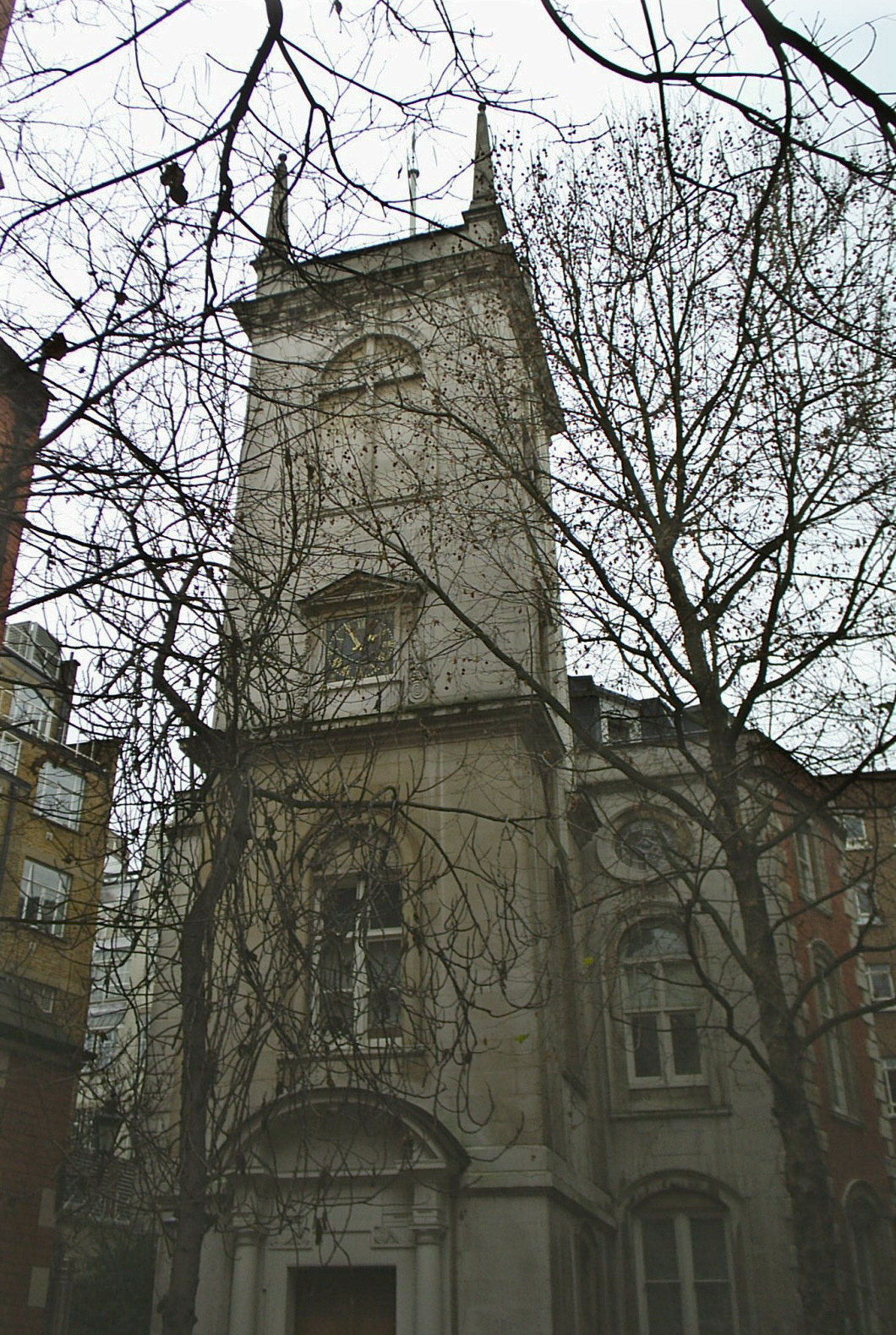
St Olave Old Jewry, Turm

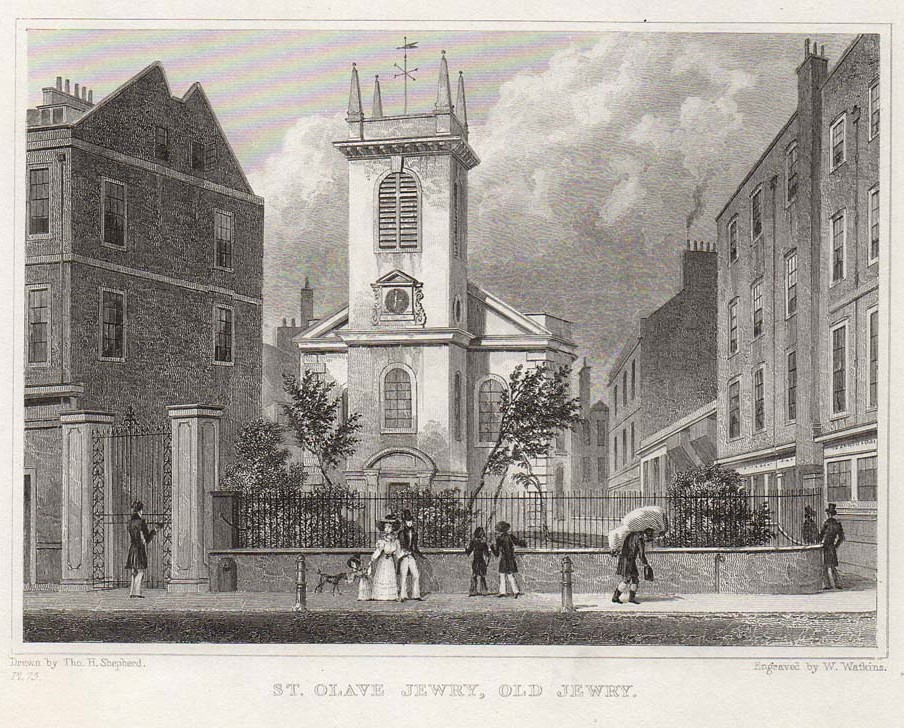
St Olave Old Jewry, Stahlstich um 1850

St Olave Old Jewry war eine anglikanische Kirche im Londoner Innenstadtbezirk City of London, von der nach ihrem Abbruch 1887 nur der Westturm erhalten ist.

## Geschichte
Das Patrozinium der erstmals 1130 belegten Kirche St Olave Old Jewry verweist auf den heiliggesprochenen norwegischen König Olav II. Haraldsson, der um 1010 im Dienst des englischen Königs Æthelred die Stadt London gegen einen dänischen Angriff verteidigt haben soll. Die Lagebezeichnung Old Jewry bezieht sich auf das 1290 aufgelöste Ghetto der Londoner jüdischen Gemeinde, das sich in unmittelbarer Nähe der Kirche befunden hatte. Die Kirche wurde 1666 im Großen Brand von London zerstört, aber 1671 bis 1679 von Christopher Wren wiederaufgebaut.
Aufgrund eines 1860 verabschiedeten Gesetzes zur Reduktion der Zahl der Londoner Pfarrkirchen durch Zusammenlegung kleinerer Stadtpfarreien (Union of the Benefices Act) wurde 1887 die Gemeinde von St Olave aufgelöst und mit der benachbarten St Margaret Lothbury zusammengelegt. Das Kirchengebäude selbst wurde im darauffolgenden Jahr bis auf seinen städtebaulich wirksamen Westturm und die angrenzenden Fassadenjoche abgebrochen und durch einen Neubau ersetzt, der unter anderem die Pfarrbüros der zusammengelegten Kirchengemeinde enthielt. Das Inventar der Kirche wurde auf verschiedene andere Londoner Kirchen verteilt.
Der englische Komponist Maurice Greene wurde 1755 in St Olave bestattet, sein Grab beim Abbruch der Kirche nach St Paul’s Cathedral übertragen.

## Architektur
Der von der Straßenflucht abgerückte und dadurch einen Vorhof bildende Kirchenbau stellte eine kastenartige Saalkirche mit vorgesetztem, von vier Obelisken bekröntem Westturm dar. Der Eingang ist durch ein Säulenportal mit Segmentbogenbekrönung gerahmt. Der mit Emporen ausgestattete Kirchenraum war gegenüber der Fassade durch Schrägseiten ausgeweitet, das Ostfenster des Altarraums war als Palladiomotiv ausgebildet.